# Wabbaseka
Wabbaseka – miasto w Stanach Zjednoczonych, w stanie Arkansas, w hrabstwie Jefferson.